# Ardisia tortuguerensis
Ardisia tortuguerensis är en viveväxtart som beskrevs av Ricketson och Pipoly. Ardisia tortuguerensis ingår i släktet Ardisia och familjen viveväxter. Inga underarter finns listade i Catalogue of Life.